# Arkkusaari (ö i Birkaland)
Arkkusaari är en ö i Finland. Den ligger i sjön Iso-Tarjanne och i kommunen Mänttä-Filpula i den ekonomiska regionen  Övre Birkalands ekonomiska region  och landskapet Birkaland, i den södra delen av landet, 220 km norr om huvudstaden Helsingfors. Öns area är 5,3 hektar och dess största längd är 370 meter i öst-västlig riktning.